# Чемпіонат світу з футболу 2022 (кваліфікаційний раунд, АФК, Перший раунд)
Перший раунд кваліфікації АФК до Чемпіонат світу з футболу 2022 є частиною кваліфікації до Чемпіонату світу 2022 і водночас слугує першим раундом кваліфікації до Кубку Азії 2023. Цей раунд було зіграно з 6 по 11 червня 2019.

## Формат
12 учасників (команди з 35 по 46 місце у списку учасників АФК) було розбито на 6 пар, які зіграли по 2 матчі кожна (вдома та на виїзді). Шість переможців пройшли до другого раунду.

## Жеребкування
Жеребкування першого раунду відбулося 17 квітня об 11:00 (UTC+8) у Будинку АФК в  Куала-Лумпурі.
Команди були розділені на сіяні (Кошик A) та несіяні (Кошик B) згідно з позицією в рейтингу ФІФА за квітень 2019 (в таблиці вказаний в дужках). Команди з кошика A грали перший матч вдома.
Примітка: Жирним шрифтом виділено команди, які пройшли до Другого раунду.
| Кошик A                                                                                           | Кошик B |
| ------------------------------------------------------------------------------------------------- | --- |
| 1. Малайзія (168) 2. Камбоджа (173) 3. Макао (183) 4. Лаос (184) 5. Бутан (186) 6. Монголія (187) | 1. Бангладеш (188) 2. Гуам (193) 3. Бруней (194) 4. Східний Тимор (195) 5. Пакистан (200) 6. Шрі-Ланка (202) |

## Результати
Перші матчі було зіграно 6–7 червня, а матчі-відповіді — 11 червня 2019.
| Команда 1 | Заг. | Команда 2     | 1-й матч | 2-й матч |
| --------- | ---- | ------------- | -------- | -------- |
| Монголія  | 3–2  | Бруней        | 2–0      | 1–2      |
| Макао     | 1–3  | Шрі-Ланка     | 1–0      | 0–3 (ТП) |
| Лаос      | 0–1  | Бангладеш     | 0–1      | 0–0      |
| Малайзія  | 12–2 | Східний Тимор | 7–1      | 5–1      |
| Камбоджа  | 4–1  | Пакистан      | 2–0      | 2–1      |
| Бутан     | 1–5  | Гуам          | 1–0      | 0–5      |

## Матчі
| 6 червня 2019 17:00 (UTC+8) |

| Монголія                                             | 2–0                            | Бруней |
| ---------------------------------------------------- | ------------------------------ | ------ |
| - Norjmoogiin Tsedenbal 9' - Nyam-Osor Naranbold 69' | Протокол (ФІФА) Протокол (АФК) |        |

| Футбольний центр МФФ, Улан-Батор Глядачів: 1 685 |

| 11 червня 2019 20:15 (UTC+8) |

| Бруней                  | 2–1                            | Монголія                           |
| ----------------------- | ------------------------------ | ---------------------------------- |
| - Разімі Рамллі 5', 34' | Протокол (ФІФА) Протокол (АФК) | - Norjmoogiin Tsedenbal 47' (пен.) |

| Стадіон імені Хассанала Болкіаха, Бандар-Сері-Бегаван Глядачів: 17 210 |

Монголія пройшли з рахунком 3:2 за сумою матчів.
| 6 червня 2019 19:30 (UTC+8) |

| Макао        | 1–0                            | Шрі-Ланка |
| ------------ | ------------------------------ | --------- |
| - Дуарте 52' | Протокол (ФІФА) Протокол (АФК) |           |

| Спортивний центр Чжухай, Чжухай (Китай) Глядачів: 901 |

| 11 червня 2019 15:30 (UTC+5:30) |

| Шрі-Ланка | 3–0 Технічна перемога          | Макао |
| --------- | ------------------------------ | ----- |
|           | Протокол (ФІФА) Протокол (АФК) |       |

| Сугатадаса, Коломбо |

Шрі-Ланка пройшли з рахунком 3:1 за сумою матчів.
| 6 червня 2019 18:30 (UTC+7) |

| Лаос | 0–1                            | Бангладеш          |
| ---- | ------------------------------ | ------------------ |
|      | Протокол (ФІФА) Протокол (АФК) | - Робіул Хасан 72' |

| Новий національний стадіон, В'єнтьян Глядачів: 4 572 |

| 11 червня 2019 19:00 (UTC+6) |

| Бангладеш | 0–0                            | Лаос |
| --------- | ------------------------------ | ---- |
|           | Протокол (ФІФА) Протокол (АФК) |      |

| Національний стадіон Бангабанду, Дакка Глядачів: 7 453 |

Бангладеш пройшли з рахунком 1:0 за сумою матчів.
| 7 червня 2019 20:45 (UTC+8) |

| Малайзія | 7–1                            | Східний Тимор    |
| --- | ------------------------------ | ---------------- |
| - La'Vere Corbin-Ong 12' - Shahrel Fikri 23' - Norshahrul Idlan 43' - Safawi Rasid 45', 59' - Faiz Nasir 78' - Akhyar Rashid 89' | Протокол (ФІФА) Протокол (АФК) | - João Pedro 52' |

| Національний стадіон Букіт-Джаліл, Куала-Лумпур Глядачів: 4 244 |

| 11 червня 2019 20:45 (UTC+8) |

| Східний Тимор       | 1–5                            | Малайзія                                                                  |
| ------------------- | ------------------------------ | ------------------------------------------------------------------------- |
| - Руфіньйо Гама 72' | Протокол (ФІФА) Протокол (АФК) | - Shahrel Fikri 11', 17', 64' - Mohamadou Sumareh 37' - Akhyar Rashid 55' |

| Національний стадіон Букіт-Джаліл, Куала-Лумпур (Малайзія) Глядачів: 12 776 |

Малайзія пройшли з рахунком 12:2 за сумою матчів.
| 6 червня 2019 18:30 (UTC+7) |

| Камбоджа                                    | 2–0                            | Пакистан |
| ------------------------------------------- | ------------------------------ | -------- |
| - Sieng Chanthea 81' - Kouch Sokumpheak 84' | Протокол (ФІФА) Протокол (АФК) |          |

| Олімпійський стадіон, Пномпень Глядачів: 33 706 |

| 11 червня 2019 19:00 (UTC+3) |

| Пакистан                   | 1–2                            | Камбоджа                              |
| -------------------------- | ------------------------------ | ------------------------------------- |
| - Hassan Bashir 17' (пен.) | Протокол (ФІФА) Протокол (АФК) | - Sath Rosib 64' - Reung Bunheing 89' |

| Хамад бін Халіфа, Доха (Катар) Глядачів: 300 |

Камбоджа пройшли з рахунком 4:1 за сумою матчів.
| 6 червня 2019 18:00 (UTC+6) |

| Бутан               | 1–0                            | Гуам |
| ------------------- | ------------------------------ | ---- |
| - Церінг Дорджи 35' | Протокол (ФІФА) Протокол (АФК) |      |

| Чанглімітанг, Тхімпху Глядачів: 8 000 |

| 11 червня 2019 15:15 (UTC+10) |

| Гуам                                                                       | 5–0                            | Бутан |
| -------------------------------------------------------------------------- | ------------------------------ | ----- |
| - Isiah Lagutang 23' - Джейсон Канліфф 27', 82', 90+4' - Shane Malcolm 51' | Протокол (ФІФА) Протокол (АФК) |       |

| Національний тренувальний центр ГФА, Дедедо Глядачів: 1 029 |

Гуам пройшли з рахунком 5:1 за сумою матчів.

## Позначки
1. ↑  Східний Тимор отримав заборону на участь у кваліфікації до Кубку Азії після того, як у них у складі виявили 12 незаявлених гравців у матчах кваліфікації Кубку Азії 2019.[4] Але ця заборона не поширюється за участь у відборі до Чемпіонату світу ФІФА і Східний Тимор було допущено до змагання, але без права кваліфікуватися до Кубку Азії.
2. 1 2  Макао не відправили свою команд на матч-відповідь з міркувань безпеки після вибухів на Шрі-Ланці.[5] АФК передали цю справу до ФІФА,[6] які 27 червня 2019 оголосили, що Збірній Шрі-Ланки зараховано технічну перемогу з рахунком 3–0, в результаті чого команда Шрі-Ланки пройшла до Другого раунду.[7]
3. ↑  Макао грали домашній матч проти Шрі-Ланки у Чжухаї (Китай) через ремонтні роботи на їх домашньому стадіоні (Олімпійський комплекс Макао).[8]
4. ↑  Домашній матч Малайзії проти Східного Тимору, який було заплановано на 6 червня 2019, пізніше було перенесено через святкування рамазан-байраму після прохання від Футбольної асоціації Малайзії.[9]
5. ↑  Східний Тимор грав домашній матч проти Малайзії у Малайзії через брак відповідного стадіону у власній країні.[10]
6. ↑  Пакистан грали домашній матч проти Камбоджі у Катарі.[11]